# 헬레니즘 유대교
헬레니즘 유대교는 그리스 문화의 요소와 유대교 전통을 결합한, 고대 세계에서 유대교의 한 형태였다. 서로마 제국의 몰락과 동부 지중해의 이슬람 정복까지, 그리스주의 유대교의 주요 중심은 알렉산드로스 대왕의 정복의 여파로 기원전 4세기 말에 설립된, 중동과 북아프리카 지역의 두 주요 그리스 주거 지역이었던 알렉산드리아 (이집트)와 안티오케이아 (서부 시리아-현재 터키)였다. 그리스주의 유대교는 그리스화인과 전통인 (유대화인이라고도 불린다) 사이의 충돌이 있었던 제2성전 시대 동안 예루살렘에 존재했다.

## 같이 보기
- 안티오키아 그리스 정교회
- 예루살렘 그리스 정교회
- 유대교의 역사
- 로마 제국 속 유대인의 역사
- 유대 기독교인
- 초기 기독교 속 사건 목록
- 기독교의 기원
- 사도 바오로와 유대교
- 제2성전 시대의 예루살렘

## 참고 도서
- Jüdische Schriften aus hellenistisch römischer Zeit, hrsg. von W.G. Kümmel und H. Lichtenberger, Gütersloh 1973ff.
- Gerhard Delling: Die Begegnung zwischen Hellenismus und Judentum, in: Aufstieg und Niedergang der römischen Welt, Bd. II 20.1 (1987).